# Landschaftsschutzgebiet Am Rott

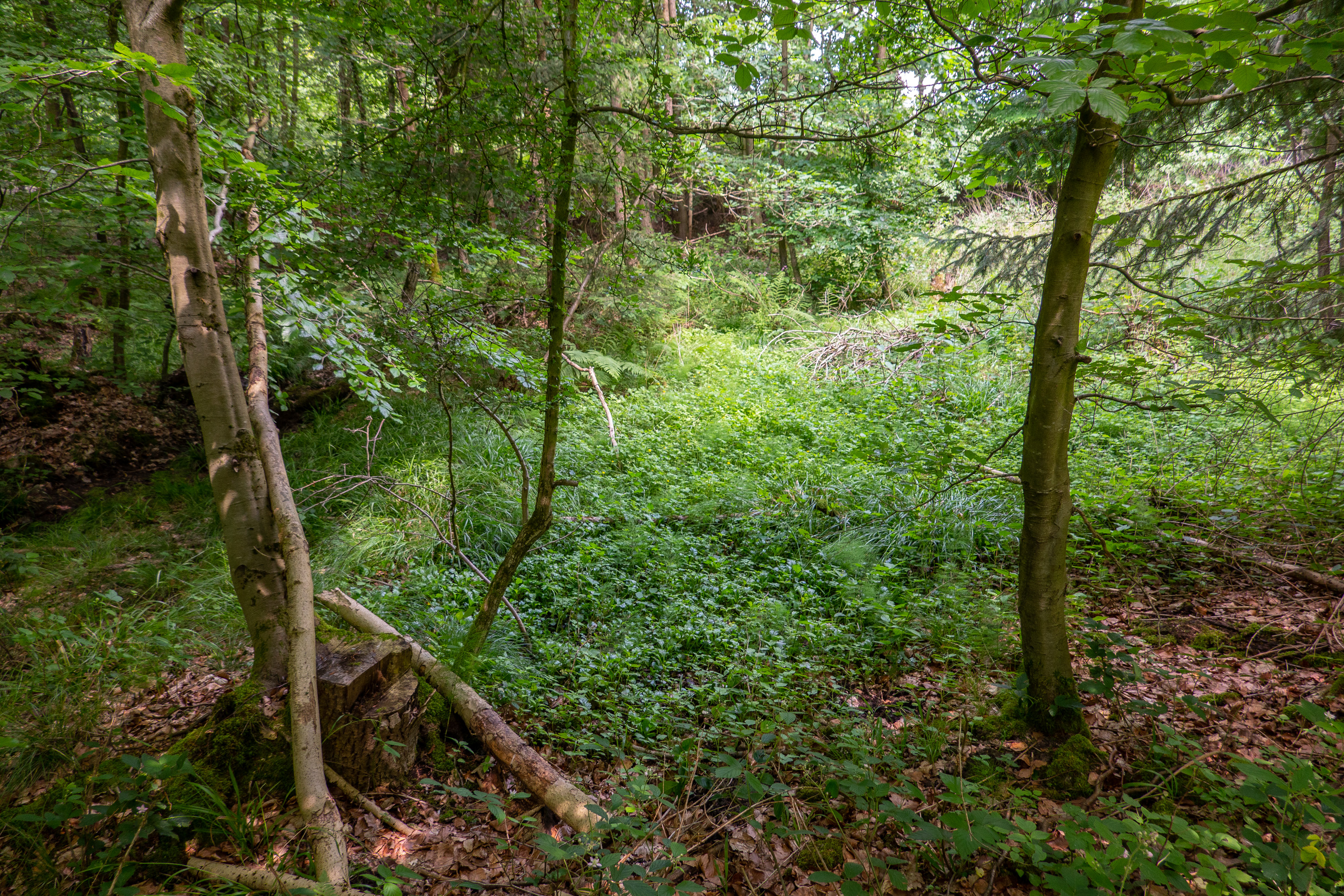
Landschaftsschutzgebiet Am Rott

Das Landschaftsschutzgebiet Am Rott mit etwa 10 Hektar Flächengröße liegt im Gebiet der lippischen Stadt Bad Salzuflen in Nordrhein-Westfalen. Es wurde 2004 mit dem Landschaftsplan „Bad Salzuflen“ durch den Kreistag des Kreises Lippe als Landschaftsschutzgebiet (LSG) ausgewiesen.

## Beschreibung
Das LSG liegt nordwestlich von Retzen. Es reicht von den Quellbereichen eines namenlosen Baches am Sylbacher Berg und Zufluss des Rhienbaches (fließt zur Bega)  bis zur Papenhauser Straße (L 967) in Poten. Es handelt sich um einen Komplex aus Bachtälern und naturnahen Buchenwäldern mit Quellbereichen. Auch zwei tief eingeschnittener Kerbtäler, die zum größten Teil als Grünland bzw. extensive Obstwiese genutzt werden, liegen im Nordosten des LSG. Der Talbereich östlich des Hofes Rott umfasst einen naturnahen Bachlauf mit Quell- und Versumpfungszonen und einen kleinen temporär angestauten Teich in einem Buchenwald mit einem großen Ilex-Vorkommen. Im Kerbtal südlich des Hofes Rott liegt Grünland. Am Bachlauf stehen Kopfweiden und Obstbäume. Am Zusammentreffen der beiden Kerbtäler liegen drei intensiv genutzte Fischteiche mit Ziergeflügel. Dort gibt es Hütten und andere Freizeiteinrichtungen. Danach verläuft der Bach stark mäandrierend durch einen Buchenwald. Am Bach selbst steht ein schmaler artenreicher Bach-Erlen-Eschenwald. Auf waldfreien Stellen liegen Hochstaudenfluren und Bachröhricht. Der Landschaftsplan weist auf die sehr gute Wasserqualität des Baches hin.

## Schutzzwecke für das LSG
Laut Landschaftsplan erfolgte die Ausweisung des LSG:
- „zur Erhaltung und Wiederherstellung der Leistungsfähigkeit des Naturhaushaltes in ökologisch besonders wertvoll strukturierten Bereichen mit Wasser-, Klima- und Biotopschutzfunktionen,“
- „zur Erhaltung und Wiederherstellung von Quellbereichen und naturnahen Fließgewässern, Wald- und Grünlandbereichen unterschiedlicher Feuchtestufen, Feldgehölzen, Hecken und Obstwiesen,“
- „zur Erhaltung morphologisch ausgeprägter Bereiche zur Sicherung der landschaftlichen Eigenart und Vielfalt für die Erholung,“
- „zur Erhaltung wertvoller Biotopkomplexe aus Wald-Grünlandbereichen, Fließgewässern und Quellen sowie Biotopen nach § 62 LG mit wichtigen Refugial-, Puffer-, Trittstein- und Vernetzungsfunktionen,“
- „zur Erhaltung und Wiederherstellung wichtiger Rückzugsräume für die bedrohte Tier- und Pflanzenwelt,“
- „zur Sicherung der das Orts- und Landschaftsbild gliedernden und belebenden und die dörflichen Siedlungsstrukturen prägenden Freiraumelemente.“[1]

## Rechtliche Vorschriften
Im Landschaftsschutzgebiet ist unter anderem das Errichten bzw. Anlegen von Bauten und Fischteichen verboten. Grün- und Brachland darf nicht in eine andere Nutzungsart umgewandelt oder umgebrochen werden. Es ist ferner verboten Hunde frei laufen zu lassen. Vom Verbot ist Hundeeinsatz bei der ordnungsgemäßen Jagd, auf Hof- und Gartenbereichen und der Einsatz von Hütehunden ausgenommen.